# جورج هنري كايستلين
كان جورج هنري كايستلين (1892 - 18 فبراير 1981) مصرفيًا طبع وأنتج مجموعة رائدة من الطوابع الإمبراطورية الروسية وطوابع زيمستفو بعد أن أُجبر هو وعائلته على مغادرة روسيا في أعقاب ثورة 1917. بعد وفاتهِ تبرعت زوجته بمجموعتهِ لمتحف سميثسونيان في عام 1984 بناءً على رغبته في عدم تشتيت مجموعته كما حدث لمجموعات مهمة أخرى.

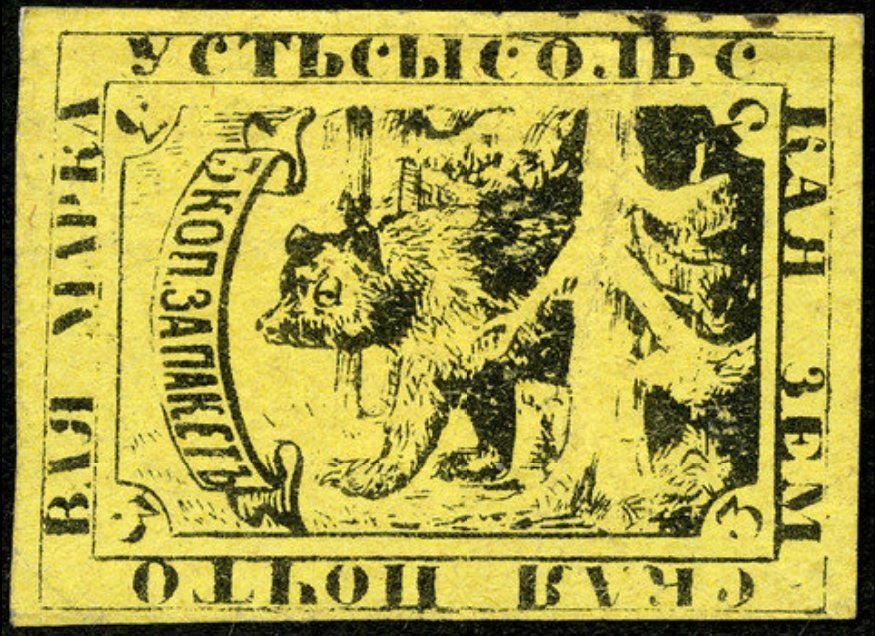
3k Ustsysolsk Zemstvo stamp 1872

## حياته المبكرة
وُلد جورج هنري كاستلين في مدينة سانت بطرسبرغ عام 1892، لأبوين سويسريين. كان والده رئيس البنك الروسي للتجارة الخارجية ورئيس مجلس إدارته. تلقى تعليمه في مدرسة الأمير تينيشيف الخاصة للبنين ثم في المعهد الإمبراطوري للفنون التطبيقية حيث حصل على شهادة في الاقتصاد السياسي. كان رياضياً شغوفاً بالرياضة، حيث كان يستمتع بالإبحار والتزلج وتسلق الجبال التي كان يمارسها خلال العطلات في منزل العائلة في سويسرا. وفي سن السابعة عشرة كان قد تسلق العديد من القمم السويسرية.

## انكلترا
بدأ كايستلن حياته المهنية في العمل المصرفي في روسيا وتزوج ولكنه اضطر لمغادرة البلاد مع أسرته وقت الثورة الروسية عام 1917، ولم يعد إليها أبدًا. وسافروا إلى السويد والنرويج قبل أن يستقروا في إنجلترا حيث استأنف كايستلن عمله المصرفي. عاش في لندن ولاحقاً في تويكنهام. كانت مسيرته العملية هادئة وكرّس طاقاته في جمع التحف وادوات لعبة التنس التي كان يلعبها حتى عقد السبعينيات من عمرهِ. توفي ابنه الوحيد في حادث وأصيبت زوجته بمرض خطير. وبعد وفاتها تقاعد في سويسرا، وتزوج فيما بعد من فيرا بوك، وهي فنانة ورسامة روسية المولد غادرت سان بطرسبرج في نفس الوقت الذي غادر فيه كاستلين.
بدأ كايستلين في جمع الطوابع الإمبراطورية الروسية في شبابه، ووسّع مجموعته لتشمل طوابع زيمستفو عندما وصل إلى إنجلترا ثم ركّز فيما بعد على تلك المنطقة فقط. كانت طوابع زيمستفو شكلاً من أشكال الطوابع المحلية التي أصدرتها وحدة زيمستفو للإدارة المحلية منذ عام 1865 لتصحيح أوجه القصور في البريد الإمبراطوري الذي كان يغطي المدن الكبرى فقط، تاركاً المناطق الريفية دون خدمة بريدية.

## هواية جمع طوابع البريد
لم ينضم إلى جمعيات هواة جمع الطوابع أو يعرض مجموعته أو يكتب مقالات عنها، ومع ذلك فقد دونَ ملاحظات غزيرة وأجرى أبحاثًا عن التزوير والتزييف في الطوابع، وأصدر فهرسًا مكتوبًا على الآلة الكاتبة للمجموعة. كانت كتابته دقيقة وتضمنت خرائط مرسومة باليد. ويُعتقد أنه تعاون أيضًا مع كارل شميت، مؤلف فهارس زيمستفو المهمة في عقد الثلاثينيات من القرن العشرين.
على الرغم من عدم مشاركتهِ في مجال هواة الطوابع المنظمة، لم يكن كايستلن مجهولاً تماماً لعالم الطوابع، فقد ساهم في صندوق الضمان لمعرض الذكرى المئوية للطوابع لعام 1940، وشارك في مزادات فابرجيه عام 1940، ودخل في مراسلات مع السير جون ويلسون، أمين مجموعة الطوابع الملكية.
تتكون مجموعة كايستلن من 13 مجلداً من الطوابع والأغلفة و15 ألبوماً من الطوابع والقرطاسية البريدية تغطي الفترة من عام 1865 إلى عام 1917. وفي المجموع، تحتوي المجموعة على أكثر من 1,500 صفحة و14,000 طابع بريدي بما في ذلك العديد من الطوابع التي حصل عليها من مجموعتي أغاثون فابرجيه وفيليب فون فيراري. في عام 2012، نشرت مطبعة معهد سميثسونيان العلمية وصفاً مفصلاً لمجموعة كاستلن بقلم توماس ليرا وليون فينيك في سلسلة مساهمات سميثسونيان في المعرفة.

## وفاته
توفي كايستلين في زيورخ في سويسرا في 18 فبراير 1981، وقد ترك تعليمات بألا تُباع مجموعة طوابعه في مزاد علني أو تُبعثر كما فعل أغاثون فابرجيه بدافع الضرورة وضد رغبته، وبناءً على ذلك، تبرعت زوجته فيرا مادلين كايستلين بوك بمجموعة طوابعهِ إلى متحف سميثسونيان في عام 1984.

## وصلات خارجية
- Russian Zemstvos: The G.H. Kaestlin Specialized Collection.